# Hafnon
Het mineraal hafnon is een hafnium-silicaat, een verbinding van een nesosilicaat met hafnium met de molecuulformule HfSiO4. Het is een nesosilicaat. De naam komt van de samenstelling, van het element hafnium. Het heeft geen duidelijke kleur of is bruin of lichtgeel, het heeft een glas- tot diamantglans en een grijswitte streepkleur. Het heeft een tetragonaal kristalstelsel en het heeft geen duidelijke splijting. De massadichtheid is 6,97 kg/l, de hardheid is 7,5 en het mineraal is niet radioactief.